# Шонштет
Шонштет (њем. Schonstett) општина је у њемачкој савезној држави Баварска. Једно је од 46 општинских средишта округа Розенхајм. Према процјени из 2010. у општини је живјело 1.220 становника. Посједује регионалну шифру (AGS) 9187173.

## Географски и демографски подаци
Шонштет се налази у савезној држави Баварска у округу Розенхајм. Општина се налази на надморској висини од 492 метра. Површина општине износи 13,6 km². У самом мјесту је, према процјени из 2010. године, живјело 1.220 становника. Просјечна густина становништва износи 90 становника/km².